# James Sheppard (Eishockeyspieler)
James Sheppard (* 25. April 1988 in Lower Sackville, Nova Scotia) ist ein ehemaliger kanadischer Eishockeyspieler, der im Verlauf seiner aktiven Karriere zwischen 2004 und 2023 unter anderem 431 Spiele für die Minnesota Wild, San Jose Sharks und New York Rangers in der National Hockey League (NHL) auf der Position des Centers bestritten hat. Darüber hinaus war Sheppard insgesamt acht Spielzeiten in der Schweizer National League A (NLA), Deutschen Eishockey Liga (DEL) und der ICE Hockey League aktiv, in denen er unter anderem zweimal den Spengler Cup gewann.

## Karriere

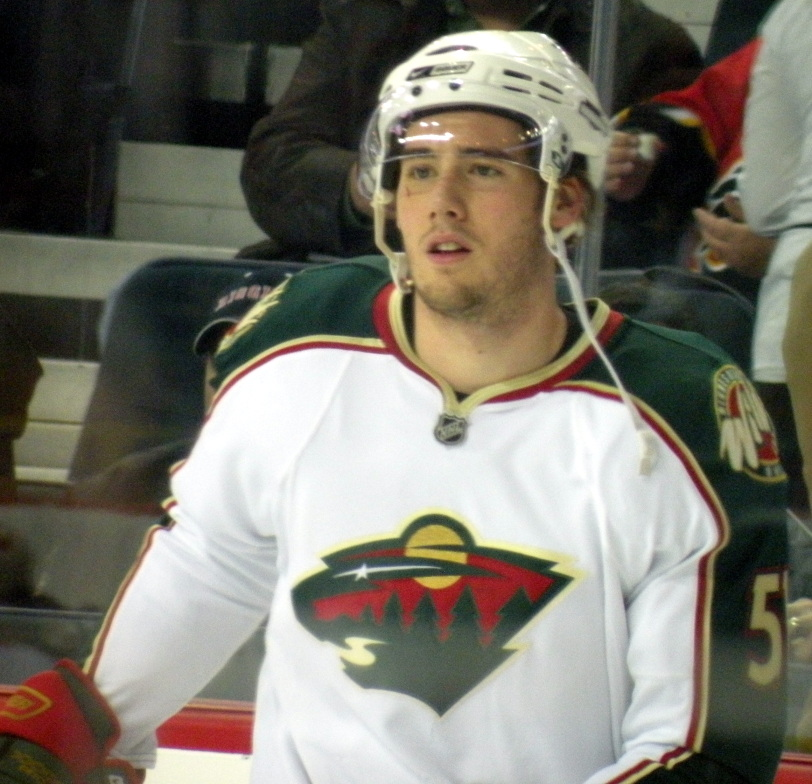
Sheppard im Trikot der Minnesota Wild (2009)

Sheppard begann seine Karriere als Eishockeyspieler bei den Cape Breton Screaming Eagles, für die er von 2004 bis 2007 in der Ligue de hockey junior majeur du Québec (LHJMQ) aktiv war. In dieser Zeit wurde er im NHL Entry Draft 2006 in der ersten Runde als insgesamt neunter Spieler von den Minnesota Wild ausgewählt, für die er in der Saison 2007/08 sein Debüt in der National Hockey League (NHL) gab. In seinem Rookiejahr erzielte der Angreifer in 78 Spielen insgesamt 19 Scorerpunkte und gab eine Vorlage in sechs Playoff-Spielen. In der folgenden Spielzeit stand der Kanadier in allen 82 Saisonspielen Minnesotas auf dem Eis und erzielte insgesamt 24 Scorerpunkte, darunter fünf Tore. In der Spielzeit 2010/11 stand Sheppard weiterhin bei den Minnesota Wild unter Vertrag, absolvierte allerdings verletzungsbedingt kein Spiel.
Im August 2011 nahmen ihn die San Jose Sharks unter Vertrag, wo er in der Folge regelmäßig zum Einsatz kam und fast vier Jahre der Organisation angehörte. In diesem Zeitraum kam er auch immer wieder zu Einsätzen für das Farmteam Worcester Sharks in der American Hockey League (AHL). Im März 2015 wurde der Mittelstürmer von den New York Rangers verpflichtet, die im Gegenzug ein Viertrunden-Wahlrecht für den NHL Entry Draft 2016 an San Jose abgaben. Bei den Rangers beendete Sheppard die Saison, erhielt jedoch im Anschluss keinen neuen Vertrag. Er nahm im Anschluss am Trainingslager der Columbus Blue Jackets teil (professional tryout contract), wurde jedoch nicht übernommen.
In der Folge wechselte Sheppard erstmals nach Europa und unterzeichnete einen Einjahresvertrag bei den Kloten Flyers aus der Schweizer National League A (NLA). Während der Vorbereitung auf die Saison 2016/17 nahmen die Vancouver Canucks Sheppard probeweise unter Vertrag, übernahmen ihn allerdings erneut nicht in ihren NHL-Kader, sodass er im Oktober 2016 einen neuen Einjahresvertrag in Kloten unterzeichnete. In seinen beiden Spieljahren in der Schweiz nahm er als Teil des Team Canada am prestigeträchtigen Spengler Cup teil, den die Kanadier jeweils gewannen. Ebenso wurde er mit Kloten im Jahr 2017 Schweizer Cupsieger.
Im Juli 2017 wurde Sheppard von den Eisbären Berlin aus der Deutschen Eishockey Liga (DEL) verpflichtet. Für die Eisbären war er drei Spielzeiten aktiv, entwickelte sich in dieser Zeit zu einem Leistungsträger der Mannschaft und gewann mit dieser im Jahr 2018 die Vizemeisterschaft. Insbesondere in der Saison 2019/20 bildete der Mittelstürmer mit den deutschen Spielern Marcel Noebels und Leonhard Pföderl eine erfolgreiche Sturmreihe. Zum Spieljahr 2020/21 wechselte der Kanadier zum Ligakonkurrenten Kölner Haie, bei denen er wieder – wie in seinem ersten Jahr bei den Eisbären – unter Cheftrainer Uwe Krupp spielte. Nach vier Jahren in der DEL wechselte Sheppard im Oktober 2021 zu den Vienna Capitals aus der multinationalen ICE Hockey League. Dort beendete er im April 2023 – wenige Tage vor seinem 35. Geburtstag – seine aktive Karriere.

### International
Sheppard spielte bei der World U-17 Hockey Challenge 2005 für die Mannschaft Canada Atlantic. In sechs Turnierspielen erzielte er sechs Tore und bereitete weitere vier vor. Damit war er sechstbester Scorer des Turniers und hinter Brad Marchand zweitbester seines Teams, mit dem er die Bronzemedaille gewann.

## Erfolge und Auszeichnungen
| - 2006 Teilnahme am CHL Top Prospects Game - 2007 LHJMQ Second All-Star Team - 2015 Spengler-Cup-Gewinn mit dem Team Canada | - 2016 Spengler-Cup-Gewinn mit dem Team Canada - 2017 Schweizer Cupsieger mit dem EHC Kloten - 2018 Deutscher Vizemeister mit den Eisbären Berlin |

### International
- 2005 Bronzemedaille bei der World U-17 Hockey Challenge

## Karrierestatistik

### International
Vertrat Kanada bei:
- World U-17 Hockey Challenge 2005

(Legende zur Spielerstatistik: Sp oder GP = absolvierte Spiele; T oder G = erzielte Tore; V oder A = erzielte Assists; Pkt oder Pts = erzielte Scorerpunkte; SM oder PIM = erhaltene Strafminuten; +/− = Plus/Minus-Bilanz; PP = erzielte Überzahltore; SH = erzielte Unterzahltore; GW = erzielte Siegtore; 1 Play-downs/Relegation; Kursiv: Statistik nicht vollständig)